# Hermione fallax
Hermione fallax är en ringmaskart som beskrevs av Jean Louis Armand de Quatrefages de Bréau 1866. Hermione fallax ingår i släktet Hermione och familjen Aphroditidae. Inga underarter finns listade i Catalogue of Life.